# CONGRATULATION
CONGRATULATION(コングラッチュレーション)は、1985年7月6日にリリースされたTHE WILLARDの5th EP。

## 概要
宝島社によるキャプテンレコード立ち上げの最初のリリース作品としてTHE WILLARD初となるLPの発売を控え、新宿LOFTで行われた連続ライブにて無料配布した非売品EPである。EP付入場券600枚は即日完売となったため、7月7日の昼に追加公演が行われた。(『DOLL』1989年6月号)ジャケットには1000枚限定と記載されている。ライブ会場でのソノシート配布は1980年代にしばしば行われていた。メンバーは、ギターのYOUを含む4人がクレジットされており、JUNがボーカルのほかにピアノを担当している。『PUNX SING A GLORIA』に続きCAMOUFLAGE RECORD名義での2枚目のリリースであるが、録音はBOXレコードのスタジオで行われた。BOXレコードからの前2作と同様に、1986年「インディペンデントレーベル」名義でリリースされたコンピレーションアルバム『INDIES』に全曲が収録された。

## 収録曲
1. CONGRATULATION(VAIN FOR YOU)
2. HIT OR MISS（The Damnedのカバー。歌詞はKYOYAが作詞した日本語詞。）